# GS Cars
GS Cars ist ein britisches Unternehmen im Bereich Automobil und ehemaliger Automobilhersteller.

## Unternehmensgeschichte
Das Unternehmen aus Bristol war 1970 ein Händler für Fahrzeuge von Lotus Cars. Die Produktion von Automobilen und Kits begann 1975 unter Leitung von Bernard Gray. Der Markenname lautete GS. Ein Fahrzeug wurde 1975 auf der Earls Court Motor Show präsentiert. 1980 endete die Produktion. Insgesamt entstanden etwa 15 Exemplare. Das Unternehmen ist heute noch aktiv.

## Fahrzeuge
Im Angebot stand nur das Modell GS Europa, entworfen vom Designer William Towns. Es basierte auf dem Lotus Europa. An der Fahrzeugfront waren Klappscheinwerfer angebracht. Auch das Heck unterschied sich deutlich vom Ursprungsmodell und ermöglichte eine wesentlich bessere Rundumsicht. Im letzten Produktionsjahr kostete ein Komplettfahrzeug 5250 Pfund.